# Cercle Cultural Colomenc
El Cercle Cultural Colomenc és un monument del municipi de Santa Coloma de Farners (Selva) protegit com a bé cultural d'interès local.

## Descripció
Es tracta d'un edifici cantoner d'estil modernista, amb una planta baixa i un pis. La façana està formada per tres cossos emmarcats per pilastres. Les obertures de la planta baixa, una porta i una finestra a cada façana, són d'arc rebaixat i tenen decoració vegetal en relleu a la part superior dels extrems, i falses dovelles alternades de color vermell i blanc. A la porta hi ha els dígits 1903, al centre, formant una dovella més gran i en relleu. Pel que fa a les obertures, els finestrals tenen vidrieres de colors (verd i groc) i estan emmarcats per peces de ceràmica vidriada de color blau. Al pis superior hi ha tres finestres dobles, un parell a cada cos, amb balconada de llosana de pedra i barana de ferro forjat amb motius vegetals, el balcó central és més gran i sobresurt.
A la part superior de l'edifici, la cornisa està ornamentada amb motllures, acabada en forma corbada, i es dibuixen esgrafiats de garlandes florals a la part alta de la paret, al vèrtex de la façana. Rematen l'edifici els pinacles acabats en flors i elegants torxes.
A l'interior, es manté el regust modernista: estucats florals, vidres emplomats, ampits amb ceràmica vidriada de color blau, motllures al sostre pintades, etc. Cal destacar l'element que presideix la primera sala (actual bar), és una llar de foc molt gran guardada per dos atlants amb vestidures medievals, fent l'acció de sustentar les mènsules. A l'interior de la llar hi ha un mosaic dibuixant les flames d'un foc. A la part posterior de l'edifici s'obra un pati amb un porxo, espai que correspon a l'antiga platea del teatre que es va cremar. Per unes escales s'accedeix a la primera planta, totalment reformada, i on hi ha oficines i sales per a diverses activitats.

## Història
L'edifici va ser concebut originalment com a casino, més tard fou seu del Centre Cultural Colomenc i ara és la Llar de Jubilats del municipi, des de 1982. Hi ha notícies de la creació de quatre entitats a Santa Coloma: El Casino Farnense (?-1874), el Círculo de la Unión Farnense (1882-1892), el Centro de Católicos (1885) i el Círculo Columbense (1898-1988). El Casino tenia com a objectius la lectura, el joc i l'organització de balls. Era un centre lúdic que comptava amb 86 socis, membres de professions liberals i classes dirigents. El Nadal de 1973 un incendi va destrossar l'edifici, afectant especialment el teatre. Després de l'incendi, l'edifici fou totalment restaurat i reformat.